# Сарпач
Сарпач (на турски: Sarpdere) е село в околия Малък Самоков, вилает Лозенград (Къркларели), Турция. Според оценки на Статистическия институт на Турция през 2018 г. населението на селото е 75 души.

## География
Селото се намира в историко–географската област Източна Тракия, на 24 км западно от Малък Самоков.

## Личности
Родени в Сарпач
- Дико Петков Милев (1868[2] - ?), участик в сраженията през Илинденско-Преображенското въстание, на 12 март 1943 година подава молба за българска народна пенсия, която е одобрена и пенсията е отпусната от Министерския съвет на Царство България[3]